# Kabinett Schröder II (Niedersachsen)
Das Kabinett Schröder II bildete vom 23. Juni 1994 bis zum 30. März 1998 die Niedersächsische Landesregierung. Das Kabinett in der Wahlperiode davor wurde von einer rot-grünen Koalition getragen. Bei der Landtagswahl am 13. März 1994 gewann die SPD eine Mehrheit von einem Landtagsmandat (81 von 161 Sitzen) und konnte ohne Koalitionspartner die Regierung stellen. Das Kabinett endete regulär mit der Neubildung einer Landesregierung nach der Landtagswahl 1998.
| Amt                                                                                        | Name                                   | Partei                     | Partei    | Staatssekretär/-in | Partei | Partei |
| ------------------------------------------------------------------------------------------ | -------------------------------------- | -------------------------- | --------- | --- | ------ | ------ |
| Ministerpräsident                                                                          | Gerhard Schröder                       |                            | SPD       | Leiter der Staatskanzlei: Frank-Walter Steinmeier (ab 1. November 1996), Regierungssprecher: Uwe-Karsten Heye, Landesvertretung beim Bund: Helmut Holl (ab 1996) |        | SPD    |
| Stellvertreter des Ministerpräsidenten                                                     | Gerhard Glogowski                      |                            | SPD       | |        |        |
| Innenminister                                                                              | Gerhard Glogowski                      | Claus Henning Schapper     | SPD       | | SPD    |        |
| Minister für Wirtschaft, Technologie und Verkehr                                           | Peter Fischer                          |                            | SPD       | Alfred Tacke |        | SPD    |
| Minister für Ernährung, Landwirtschaft und Forsten                                         | Karl-Heinz Funke                       |                            | SPD       | Uwe Bartels |        | SPD    |
| Finanzminister                                                                             | Hinrich Swieter (bis 1. November 1996) |                            | SPD       | Peter Neuber (bis Sommer 1994) Frank Ebisch (ab Sommer 1994) |        | SPD    |
| Finanzminister                                                                             | Willi Waike (ab 1. November 1996)      | Frank Ebisch               | SPD       | |        | SPD    |
| Justizministerin; ab 5. November 1996: Ministerin der Justiz und für Europaangelegenheiten | Heidrun Merk                           |                            | SPD       | Horst Henze (bis 31. Oktober 1996) Rainer Litten (ab 1. November 1996)                                                                                           |        | SPD    |
| Kultusminister                                                                             | Rolf Wernstedt                         |                            | SPD       | Renate Jürgens-Pieper |        | SPD    |
| Ministerin für Wissenschaft und Kultur                                                     | Helga Schuchardt                       |                            | parteilos | Uwe Reinhardt |        | SPD    |
| Umweltministerin                                                                           | Monika Griefahn                        |                            | SPD       | Dietmar Schulz |        | SPD    |
| Sozialminister                                                                             | Walter Hiller (bis 15. Oktober 1996)   |                            | SPD       | Birgit Gantz-Rathmann (bis 1997) |        | SPD    |
| Sozialminister                                                                             | Wolf Weber (ab 15. Oktober 1996)       | Brigitte Zypries (ab 1997) | SPD       | |        | SPD    |
| Frauenministerin                                                                           | Christina Bührmann                     |                            | SPD       | Gabriele Witt (bis 1996) |        | SPD    |
| Minister und Leiter der Staatskanzlei                                                      | Willi Waike (bis 1. November 1996)     |                            | SPD       | |        |        |

Gerhard Schröder gab am Tag seiner Wahl zum Ministerpräsidenten die Regierungserklärung für die neue Wahlperiode ab.